# Gibbonowate
Gibbonowate, gibonowate, gibony, gibbony (Hylobatidae) – rodzina średniej wielkości ssaków naczelnych z nadrodziny człekokształtnych (Hominoidea) w obrębie infrarzędu małpokształtnych (Simiiformes) o długich kończynach wyspecjalizowanych w życiu nadrzewnym. W zapisie kopalnym znane od miocenu.

## Występowanie
Występują w tropikalnych i subtropikalnych lasach Archipelagu Malajskiego, Półwyspu Indyjskiego, Półwyspu Indochińskiego i południowych Chin.

## Charakterystyka
Niewielkie małpy bez ogona, z długimi, smukłymi kończynami. Ciało pokryte czarnym, szarym lub brązowym futrem z jasnym obramowaniem dłoni, stóp i twarzy. Gatunki z rodzaju Hylobates są najmniejszymi małpami człekokształtnymi (od 4-8 kg). Z kolei siamang wielki może mięć ciężar ciała wynoszący około 13 kg przy blisko 1 metrze wysokości. U samców niektórych gatunków, a w przypadku siamanga również u samicy, występuje worek krtaniowy pełniący funkcję rezonatora. Na pośladkach występują nagnioty pośladkowe, nie występują natomiast worki policzkowe.
Budowa czaszki podobna jest do czaszki hominidów – ze stosunkowo krótką częścią twarzową i dużą puszką mózgową. Uzębienie bunodontyczne z dużymi siekaczami i kłami wystającymi poza linię pozostałych zębów.
Spośród człekokształtnych gibbony są najlepiej przystosowane do nadrzewnego trybu życia. Przemieszczają się w koronach drzew stosując ruchy brachiacyjne polegające na przekładaniu kończyn przednich, utrzymujących ciało w pozycji wiszącej. Potrafią przemieszczać się z prędkością rzędu 50 km/h. Według autorów filmu dokumentalnego The Life of Mammals (BBC) gibbony są najszybszymi i najlepiej przystosowanymi do nadrzewnego trybu życia ssakami nielatającymi. Sprawność takich ruchów umożliwia im unikalna budowa nadgarstka.

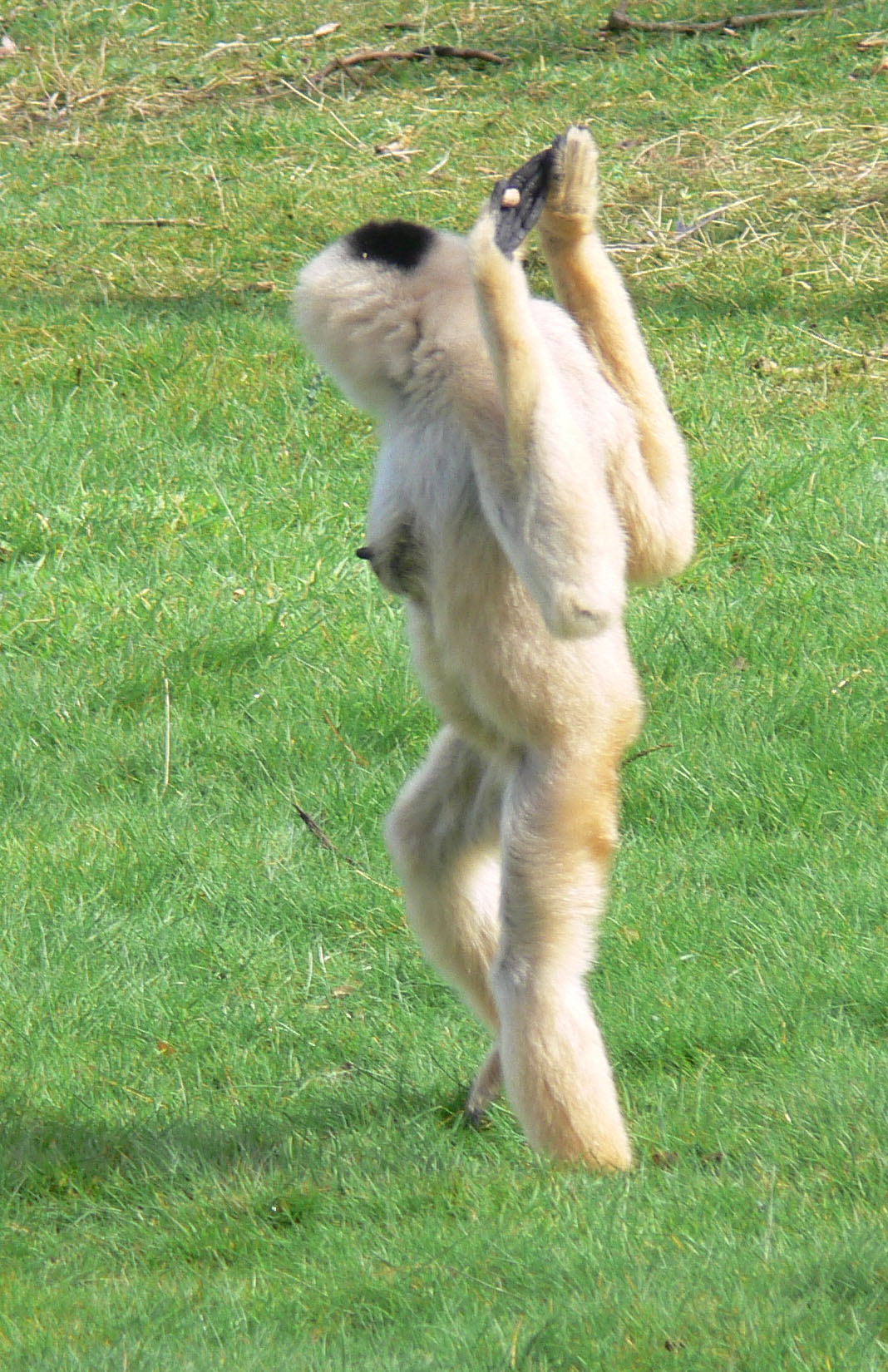
Samica gibbona białorękiego poruszająca się dwunożnie

Potrafią też przemieszczać się po gałęziach i po ziemi w postawie dwunożnej. Balansują przy tym górnymi kończynami dla utrzymania równowagi.
Gibbony są zwierzętami terytorialnymi, aktywnymi w ciągu dnia. Podobnie jak wyjce, sygnalizują swoją obecność na zajmowanym terytorium przy pomocy donośnych sygnałów akustycznych. Są zwierzętami monogamicznymi, żyją w małych grupach rodzinnych 2-6 spokrewnionych ze sobą osobników.
Większość czasu spędzają na drzewach, schodząc jedynie w poszukiwaniu pokarmu lub wody. Większość zapotrzebowania na wodę zaspokajają ze zjadanego pokarmu oraz zlizywania wody deszczowej z kory i liści. Żywią się przede wszystkim owocami, liśćmi i zielonymi pędami roślin.
U gibbonów występuje synchronizacja czasowa okresów rui samic zamieszkujących tę samą okolicę. Po osiągnięciu dojrzałości seksualnej młode są przepędzane ze stada – samce przez ojca, a samice przez matkę.

## Systematyka
Gibbonowate były przez długi czas zaliczane jako monotypowa (z jedynym rodzajem Hylobates) podrodzina Hylobatinae do rodziny Pongidae rozumianej wówczas jako małpy człekokształtne. W latach 80. i 90. XX wieku tacy autorzy jak Szalay i Delson (1979), McKenna i Bell (1997) oraz Goodman i in. (1998) zaliczyli je do rodziny człowiekowatych (Hominidae).
Obecna klasyfikacja gibbonowatych ustalona zostały na podstawie charakterystycznej dla każdego rodzaju liczby chromosomów (Hoolock – 38; Hylobates – 44; Nomascus – 52; Symphalangus – 50).

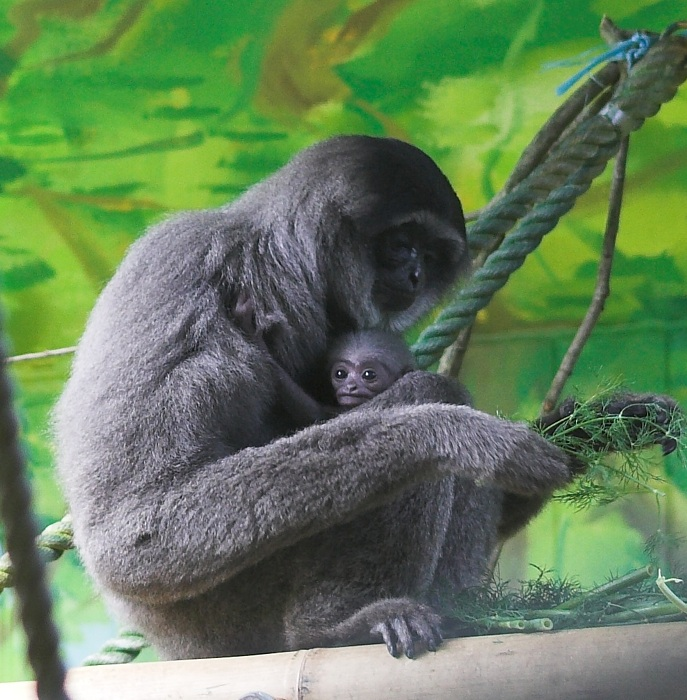
Gibbon srebrzysty z młodym

Do rodziny Hylobatidae zaliczają się następujące występujące współcześnie rodzaje:
- Hoolock Mootnick & Groves, 2005 – hulok
- Hylobates Illiger, 1811 – gibbon

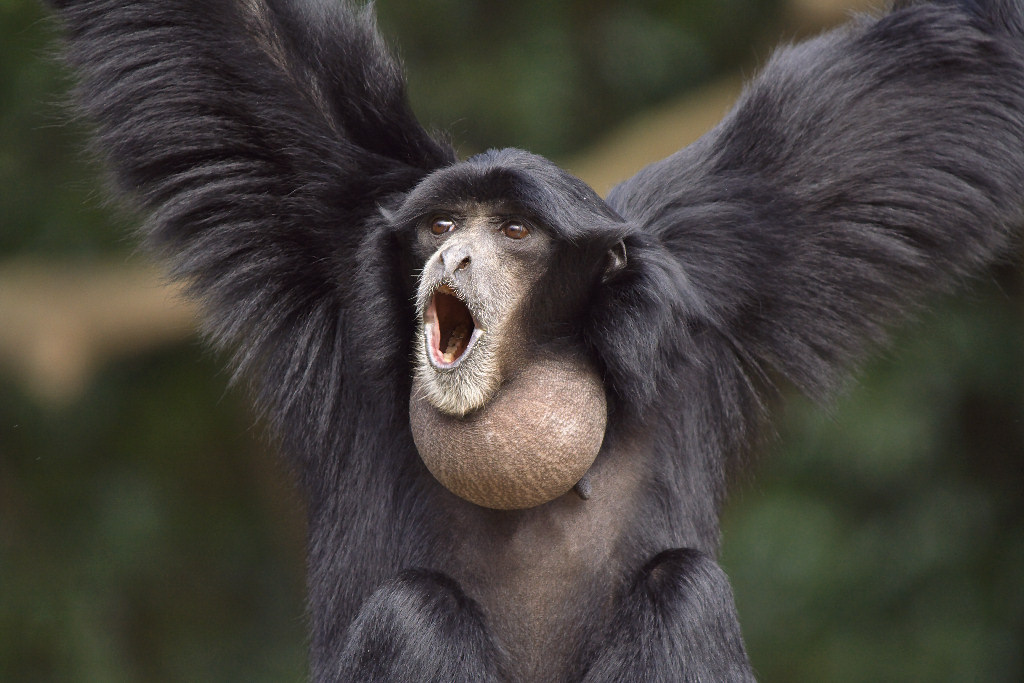
Siamang wielki – widoczny worek krtaniowy

- Symphalangus Gloger, 1841 – siamang – jedynym przedstawicielem jest – Symphalangus syndactylus (Raffles, 1821) – siamang wielki
- Nomascus G.S. Miller, 1933 – gibboniec

Opisano również rodzaje wymarłe:
- Bunopithecus Matthew & Granger, 1923[22] – jedynym przedstawicielem był Bunopithecus sericus Matthew & Granger, 1923
- Junzi Turvey, Bruun, Ortiz, Hansford, Hu Songmei, Ding Yan, Zhang Tianen & Chatterjee, 2018[23] – jedynym przedstawicielem był Junzi imperialis Turvey, Bruun, Ortiz, Hansford, Hu Songmei, Ding Yan, Zhang Tianen & Chatterjee, 2018
- Yuanmoupithecus Pan Yuerong, 2006[24]

## Zagrożenia i ochrona
Wszystkie gatunki gibbonowatych zostały wpisane do Czerwonej Księgi Gatunków Zagrożonych Międzynarodowej Unii Ochrony Przyrody oraz objęte konwencją CITES (Załącznik I), większość jako zagrożone wyginięciem (kategorie VU, EN i CR), głównie z powodu degradacji i utraty zajmowanych siedlisk.